# Idiodonus cruentatus
Idiodonus cruentatus är en insektsart som först beskrevs av Georg Wolfgang Franz Panzer 1799.  Idiodonus cruentatus ingår i släktet Idiodonus, och familjen dvärgstritar. Arten är reproducerande i Sverige.